# Ізмайлович Дмитро Васильович
Дмитро́ Васи́льович Ізмайло́вич (рос. Дмитрий Васильевич Измайлович; порт. Dimitri Ismailovitch; нар. 1890, містечко Сатанів, Проскурівський повіт, Подільська губернія, Російська імперія (нині смт Городоцький район, Хмельницька область — пом. 15 жовтня 1976, Ріо-де-Жанейро, Бразилія) — бразильський живописець українського походження.

## Життєпис
Народився 1890 року в містечку Сатанів у сім'ї офіцера прикордонної служби. 1907 року закінчив кадетський корпус у Сумах і продовжив навчання в Павловському військовому училищі в Санкт-Петербурзі.
Був офіцером російської лейб-гвардії. 1911 року Ізмайлович ще з двома офіцерами, посланими на маневри від лейб-гвардії Кексгольмського полку, відвідав Францію. Під час Першої світової війни був на фронті. Служив кулеметником, пізніше отримав призначення в штаб дивізії, корпусу, згодом — армії генерала Олексія Брусилова. Революційні події 1917 року застали Ізмайловича в Києві. Покинувши військову службу, Дмитро Васильович вступив до Української академії мистецтв (нині Національна академія образотворчого мистецтва і архітектури), де в 1918—1919 роках навчався в Михайла Жука. Провів у Києві персональну виставку.
У 1920—1927 роках жив у Константинополі, де вивчав візантійське та перське мистецтво. Писав пейзажі, архітектурні краєвиди, інтер'єри, портрети, натюрморти. Брав участь у виставках Союзу російських художників у Константинополі. На прохання візантолога Віктора Лазарєва написав доповідь, присвячену стану настінного живопису в храмі Кахріє-Джамі.
1926 року майстерню Ізмайловича відвідала вдова президента США Вудро Вільсона. Вона купила картини митця та запросила його до США. Того ж року турецька влада поставила перед російськими емігрантами умову: або прийняти турецьке громадянство, або російське. Це змусило Ізмайловича навесні 1927 року покинути Константинополь.
1927 року через Афіни, Лондон і США художник потрапив у Бразилію, де і залишився. Викладав живопис у Ріо-де-Жанейро, його учнем, зокрема, був австралійський художник-модерніст Данило Васильєв.

## Творчість
Ізмайлович був відомим портретистом. У портретах застосовував елементи іконописної техніки. В останній період життя писав в основному пейзажі та натюрморти. 1968 року у фоє муніципалітету Ріо-де-Жанейро відбулася персональна виставка, присвячена 50-річчю творчої діяльності Ізмайловича.
Дві картини художника представлено в постійній експозиції Національного музею образотворчого мистецтва в Ріо-де-Жанейро. Ізмайлович також виконав дві ікони для греко-католицької церкви в Сан-Паулу (1954).
Відбулося вісім посмертних персональних виставок робіт художника, всі в Бразилії.